# New York Knicks 1994-1995
La stagione 1994-95 dei New York Knicks fu la 46ª nella NBA per la franchigia.
I New York Knicks arrivarono secondi nella Atlantic Division della Eastern Conference con un record di 55-27. Nei play-off vinsero il primo turno con i Cleveland Cavaliers (3-1), perdendo poi la semifinale di conference con gli Indiana Pacers (4-3).

## Roster
| N° | Naz.                   | Ruolo | Sportivo         | Anno | Alt. | Peso |
| -- | ---------------------- | ----- | ---------------- | ---- | ---- | ---- |
| 2  | Stati Uniti (bandiera) | A     | Monty Williams   | 1971 | 203  | 102  |
| 3  | Stati Uniti (bandiera) | G     | John Starks      | 1965 | 191  | 82   |
| 4  | Stati Uniti (bandiera) | A     | Anthony Bonner   | 1968 | 203  | 98   |
| 7  | Stati Uniti (bandiera) | GA    | Doug Christie    | 1970 | 198  | 91   |
| 11 | Stati Uniti (bandiera) | G     | Derek Harper     | 1961 | 193  | 84   |
| 14 | Stati Uniti (bandiera) | A     | Anthony Mason    | 1966 | 201  | 113  |
| 21 | Stati Uniti (bandiera) | G     | Charlie Ward     | 1970 | 188  | 86   |
| 25 | Stati Uniti (bandiera) | G     | Doc Rivers       | 1961 | 193  | 84   |
| 32 | Stati Uniti (bandiera) | AC    | Herb Williams    | 1958 | 208  | 110  |
| 33 | Stati Uniti (bandiera) | C     | Patrick Ewing    | 1962 | 213  | 109  |
| 34 | Stati Uniti (bandiera) | AC    | Charles Oakley   | 1963 | 203  | 102  |
| 35 | Stati Uniti (bandiera) | A     | Ron Grandison    | 1964 | 198  | 98   |
| 40 | Stati Uniti (bandiera) | C     | Greg Kite        | 1961 | 211  | 113  |
| 44 | Stati Uniti (bandiera) | G     | Hubert Davis     | 1970 | 196  | 83   |
| 50 | Stati Uniti (bandiera) | G     | Greg Anthony     | 1967 | 183  | 80   |
| 54 | Stati Uniti (bandiera) | AC    | Charles D. Smith | 1965 | 208  | 104  |

## Staff tecnico
- Allenatore: Pat Riley
- Vice-allenatori: Jeff Van Gundy, Jeff Nix, Bob Salmi